# APELSIN
APELSIN（アピリシン、アペルシン）は、ウクライナ出身のダンスグループである。
日本デビューは2006年。
名前は「オレンジ」という意味。

## メンバー
- ヤナ
- アナスターシャ
- トピルスカ・オリーナ[4]
- ネボラカ・オリーナ[4]
- ラリーシャ

## ディスコグラフィー

### シングル
- Dear Friend（2006年7月20日）